# CAP-4 Paulistinha
Die CAP-4 Paulistinha ist ein zweisitziges Schulflugzeug des brasilianischen Herstellers Companhia Aeronáutica Paulista.

## Geschichte und Konstruktion
Die CAP-4 Paulistinha war ein militärisches und ziviles Schulflugzeug, das in Brasilien in den 1930er- und 1940er-Jahren gebaut wurde. Es wurde ursprünglich von Empresa Aeronáutica Ypiranga (EAY) als unlizenzierte Kopie der Taylor Cub gebaut und von einem Salmson-9AD-Sternmotor angetrieben. Äußere Merkmale des als Hochdecker ausgelegten Flugzeugs sind die abgestrebten und verspannten Tragflächen, zwei geschlossene Tandemsitze, ein Stahlrohrrumpf mit Stoffbespannung und ein nicht einziehbares Spornradfahrwerk.
EAY hatte fünf Exemplare gebaut, bevor es 1942 von der Companhia Aeronáutica Paulista (CAP) übernommen wurde. CAP setzte die Herstellung der Maschine unter der Bezeichnung CAP-4 fort.
Das Flugzeug war sehr erfolgreich, sodass etwa 840 Stück für die Fliegerclubs Brasiliens, die brasilianischen Streitkräfte und für den Export nach Argentinien, Paraguay, Chile, Uruguay und Portugal produziert wurden. Im Jahr 1943 erreichte die Produktion ihren Höhepunkt, wobei jeden Tag eine Maschine die Produktionshallen verließ.
Im Jahr 1956 erwarb die Sociedade Aeronáutica Neiva die Rechte an der Produktion und entwickelte das Flugzeug als Neiva P-56 Paulistinha weiter.

## Varianten
- EAY-201 – Originalversion mit Sternmotor
- CAP-4 – Das hauptsächlich produzierte Modell
  - CAP-4B – Ambulanzflugzeug (zwei Prototypen gebaut)
  - CAP-4B – Artilleriebeobachtungsflugzeug

## Militärische Nutzer
- Argentinien
- Brasilien
- Chile
- Paraguay
- Portugal
- Uruguay

## Technische Daten
| Kenngröße             | Daten                   |
| --------------------- | ----------------------- |
| Besatzung             | 2                       |
| Länge                 | 6,65 m                  |
| Spannweite            | 10,10 m                 |
| Höhe                  | 1,95 m                  |
| Flügelfläche          | 17 m²                   |
| Flügelstreckung       | 6,0                     |
| Leermasse             | 320 kg                  |
| max. Startmasse       | 540 kg                  |
| Reisegeschwindigkeit  | 140 km/h                |
| Höchstgeschwindigkeit | 155 km/h                |
| Dienstgipfelhöhe      | 4000 m                  |
| Reichweite            | 500 km                  |
| Triebwerke            | 1 × Franklin 4AC, 48 kW |